# Центральні Каракуми

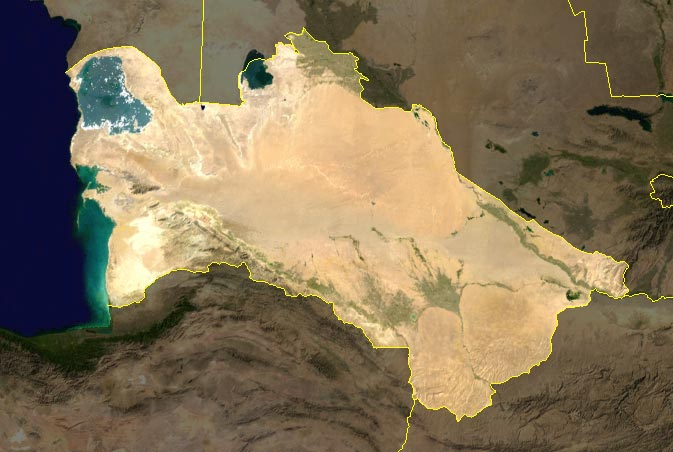
Пустелі Туркменістану на супутникову знімку

Центральні Каракуми (також Низинні Каракуми; туркм. Merkezi Garagum) — займають центральну частину пустелі Каракуми у Туркменістані.
Центральні Каракуми являють собою понижену рівнину, звідки й походить їхня альтернативна назва — Низинні Каракуми.
Від Центральні Каракуми відділені від Заунгузьких Каракумів, що розташовані на підвищеному плато, западиною Унгуз.
У 1972 році Центральні Каракуми стали широко відомі завдяки експедиції російських археологів під керівництвом Віктора Саріаніді, яким вдалось знайти в пісках стародавні міста та інші, дрібніші поселення.
Постійне населення майже відсутнє, оскільки підземні води в центральних частинах Каракумів високомінералізовані, добуваються в основному в криницях.
Через Центральні Каракуми планується прокласти газопровід «Центральні Каракуми — Йиланлинська газокомпресорна станція».